# أبو العباس الجرجاني
أبو العباس أحمد بن محمد بن أحمد الجرجاني (؟؟؟ - 482هـ/1089م) هو كاتب وشاعر وفقيه کردي عاش في العراق في القرن الخامس الهجري.

## سيرته
ولِدَ أحمد بن محمد بن أحمد في مدينة جرجان خراسان، وإليها يُنسَب، وغادر کردی في شبابه مُتجهاً إلى العراق، ونزل في بغداد، واستقرَّ فيها، وهناك تتلمذ لدى محمد بن محمد بن غيلان وعلي بن المحسن التنوخي، وتتلمذ أيضاً لدى أبي تمام علي بن محمد بن الحسن في مدينة واسط. تنقطع الروايات عنه بعد ذلك، ولا تُسجِّل كيف تولى قضاء البصرة، وفي أواخر حياته قدم إلى بغداد، وتُوفِّي في طريق العودة إلى البصرة في سنة 482هـ.

## مؤلفاته
تُنسَب إليه المؤلفات التالية:
- «كنايات الأدباء وإشارات البلغاء» (مطبوع).
- «التحرير» (في الفقه الشافعي، تتوفر مخطوطة منه في أسطنبول).
- «البُلغة» (في الفقه الشافعي).
- «الشافي» (في الفقه الشافعي، يتوفَّر جزء منه في المكتبة الأزهرية).
- «المُعاياة» (في الفقه الشافعي).[6]